# Maksimilijan Mihelčič
Maksimilijan „Maks” Mihelčič (ur. 19 lipca 1905 w Lublanie, zm. 29 marca 1958 w Zagrzebiu) – słoweński piłkarz grający na pozycji bramkarza. W swojej karierze rozegrał 18 meczów w reprezentacji Jugosławii.

## Kariera klubowa
Swoją karierę piłkarską Mihelčič rozpoczął w klubie ŽŠK Hermes z Lublany. W 1922 roku awansował do pierwszego zespołu, w którym zadebiutował wówczas w Slovenskiej Lidze. W zespole Hermesa spędził dwa lata.
W 1924 roku Mihelčič przeszedł do Građanskiego Zagrzeb. W sezonie 1925/1926 osiągnął z nim swój pierwszy sukces, gdy wywalczył tytuł mistrza Jugosławii. W sezonie 1926/1927 został mistrzem kraju po raz drugi. W Građanskim był podstawowym bramkarzem i grał w nim do końca sezonu 1932/1933.
W 1933 roku Mihelčič został piłkarzem innego klubu z Zagrzebia, HŠK Šparta Zagrzeb. Występował w nim do końca swojej kariery, czyli do 1938 roku.
| Sezon   | Klub               | Kraj          | Rozgrywki      | Mecze | Gole |
| ------- | ------------------ | ------------- | -------------- | ----- | ---- |
| 1922/23 | ŽŠK Hermes         | Królestwo SHS | Slovenska liga | ?     | ?    |
| 1923/24 | ŽŠK Hermes         | Królestwo SHS | Slovenska liga | ?     | ?    |
| 1924/25 | Građanski Zagrzeb  | Królestwo SHS | Prva liga      | 2     | 0    |
| 1925/26 | Građanski Zagrzeb  | Królestwo SHS | Prva liga      | 12    | 0    |
| 1926/27 | Građanski Zagrzeb  | Królestwo SHS | Prva liga      | 10    | 0    |
| 1927/28 | Građanski Zagrzeb  | Królestwo SHS | Prva liga      | 16    | 0    |
| 1928/29 | Građanski Zagrzeb  | Jugosławia    | Prva liga      | 23    | 0    |
| 1929/30 | Građanski Zagrzeb  | Jugosławia    | Prva liga      | 13    | 0    |
| 1930/31 | Građanski Zagrzeb  | Jugosławia    | Prva liga      | 23    | 0    |
| 1931/32 | Građanski Zagrzeb  | Jugosławia    | Prva liga      | 10    | 0    |
| 1932/33 | Građanski Zagrzeb  | Jugosławia    | Prva liga      | 10    | 0    |
| 1933/34 | HŠK Šparta Zagrzeb | Jugosławia    | Druga liga     | ?     | ?    |
| 1934/35 | HŠK Šparta Zagrzeb | Jugosławia    | Druga liga     | ?     | ?    |
| 1935/36 | HŠK Šparta Zagrzeb | Jugosławia    | Druga liga     | ?     | ?    |
| 1936/37 | HŠK Šparta Zagrzeb | Jugosławia    | Druga liga     | ?     | ?    |
| 1937/38 | HŠK Šparta Zagrzeb | Jugosławia    | Druga liga     | ?     | ?    |

## Kariera reprezentacyjna
W reprezentacji Jugosławii Mihelčič zadebiutował 28 października 1925 roku w przegranym 0:7 towarzyskim meczu z Czechosłowacją, rozegranym w Pradze. W 1928 roku był członkiem olimpijskiej kadry Jugosławii na Igrzyska Olimpijskie w Amsterdamie. Na tym turnieju był rezerwowym bramkarzem. W kadrze narodowej od 1925 do 1931 roku rozegrał 18 meczów.